# Pereira (Columbia)

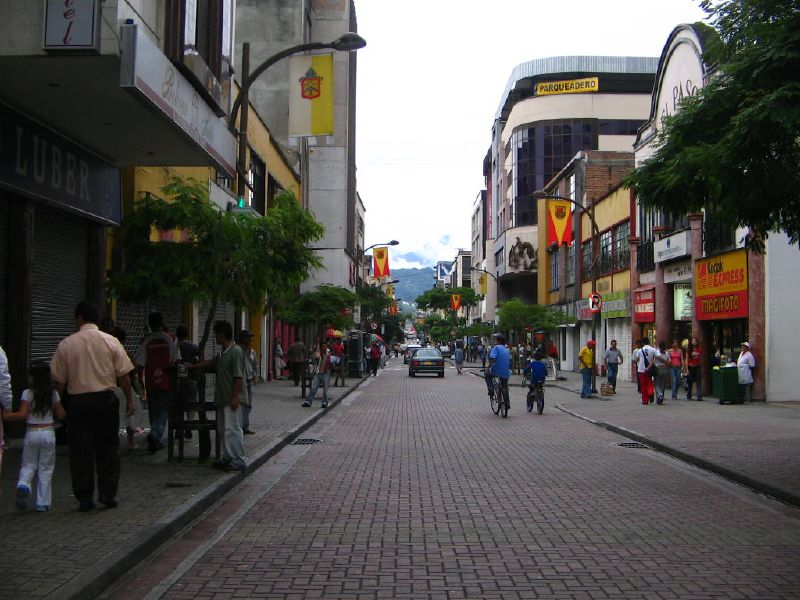
O stradă din centrul oraşului

Pereira este un oraș din Columbia, reședința departamentului Risaralda. Se află în partea de vest a țării, într-o vale care se află la poalele Anzilor vestici. Conform recensământului din 2004, orașul are o populație de 576.329 de locuitori, fiind unul dintre cele mai mari orașe ale Columbiei, precedat doar de Bogotá, Medellín, Barranquilla, Santiago de Cali și Cartagena de Indias.